# Jamski grad
Jamski grad (tudi podzemni grad) je trdnjava ali stanovanjski grad, ki je zgrajen v naravni jami. Spada med višinske gradove. V nasprotju z drugimi vrstami gradov (kot je vodni grad) je jamski grad napadom izpostavljen samo na vhodni strani. Vhod v grad je običajno obdan s obzidjem, ki je bilo zelo masivno. Najdbe dokazujejo, da so jame uporabljali kot zaklonišča od kamene dobe. Prvi srednjeveški jamski gradovi so bili zgrajeni v 11. in 12. stoletju. V 14. in 15. stoletju je bila ta vrsta gradov še posebej razširjena v nekaterih regijah Francije in Švice.
Grad Predjama v Sloveniji je prav tako tip jamskega gradu.

## Lega in oprema
Jamski gradovi so bili zgrajeni v glavnem ob začetku dolge votle pečine in na višini bolj ali manj nagnjenega melišča. Tip jamskega gradu je precej redek tudi v gorskih regijah. Le štirje so bili odkriti v severni Tirolski: Altfinstermünz v zgornji dolini Inna, Loch v Unter-Pinswangu, Lueg am Brenner in jamski grad v steni Schwendt / Kössen. Na nekaterih področjih v Švici in Franciji je ugodne pogoje za gradnjo nudila mehka kamnina, materiala za izkop jamskih gradov in naravne jame. Take trdnjave so v Graubündenu, Ticinu, Valaisu ali Dordogni, kjer so veliko bolj pogosti kot na Bavarskem in Tirolskem.
Gospodarska poslopja in hlevi so bili običajno v dolini pod gradom, saj je bila jama praviloma dostopna le po strmih in ozkih poteh. Arheološka izkopavanja dokazujejo relativno visok življenjski standard v nekaterih jamskih gradovih, drugi sistemi so bili zasedeni le občasno in so služili kot kontrolna točka ali za nadzor pomembnih cestnih povezav.
Večina jamskih gradov nima bergfrida ali drugih stolpov. Izjema je grad na Loch Eichhofen na Bavarskem, ki ima krožni bergfrid.
Pogosto je bila jama ali votlina preprosto zaprta s sprednjo steno in razdeljena s kamnitimi ali lesenimi predelnimi stenami v notranjosti. Kasneje so se nekateri gradovi razširili v reprezentančne domove, kot na primer grad Stein in Predjamski grad.
Jamski grad kot struktura je tesno povezan z gradom na skali, kjer so prav tako pri izgradnji uporabljali naravne ali umetno povečane odprtine v kamnini. V srednji Evropi so ti gradovi na skali številni na področju peščenjaka v Južni in Srednji Nemčiji ali Češki, med drugim v saški Švici, Pfalškem gozdu in Haßbergen. Pri turingijskem gradu Buchfart so umetne votline  razširili v apnenčaste kamnine horizontalno v dolžini okoli 110 metrov.

## Jamski in podzemni gradovi
Znanstveniki ločijo med jamskim in podzemnim gradom. Pri podzemnem gradu je bila stavba zgrajena pred ali v naravni jami (Predjamski grad), medtem ko je jamski grad samo sprednja stena in deli z lesenimi ali kamnitimi zidovi. V splošnem znanstvenem govoru sta oba izraza pogosto uporabljata kot sopomenki.

## Primeri
- Grad Buchfart, Thüringen
- Grad Kronmetz
- Grad Loch pri Pinswangu, okrožje Reutte, Tirolska, (Avstrija)
- Grad Lueg am Brenner
- Grad Luegstein pri Oberaudorfu, Bavarska
- Puxerloch (jamska gradova Luegg in Schallaun) pri Frojach na Avstrijskem Štajerskem
- Grad Stein v Stein an der Traun, Bavarska
- Grad Wichenstein pri Oberrietu
- Grad Wolkenstein (Južna Tirolska) v Grödnu
- Erdmannliloch pri Bachsu

- Grad Rappenstein pri Untervazu, kanton Graubünden (Švica)
- Ruševine Balm v kantonu Solothurn (Švica)
- Grad Loch (Eichhofen), Bavarska
- Grad Grottenstein, kanton Graubünden (Švica)
- Grad Fracstein, Seewis, kanton Graubünden (Švica)